# Andrew Lawrence (acteur)
Pour les articles homonymes, voir Andrew Lawrence.
Andrew James Lawrence, né le 12 janvier 1988 à Abington près de Philadelphie (Pennsylvanie), est un acteur américain. Il est souvent crédité sous les noms de Andy Lawrence ou Andy J. Lawrence.

## Biographie
Il est le fils de Donna Lawrence, une manager, et de Joseph Lawrence Sr., un courtier en assurance,. Son nom de famille "Mignogna" a été changé pour devenir "Lawrence" avant sa naissance. Il commence sa carrière d'acteur à l'âge de trois ans. Andy Lawrence est le frère cadet des acteurs Joseph Lawrence et Matthew Lawrence.

## Filmographie
| Année     | Titre                                           | Rôle                                     | Notes                                             |  |
| --------- | ----------------------------------------------- | ---------------------------------------- | ------------------------------------------------- |  |
| 1991-1994 | Petite Fleur                                    | Joey (2 ans) + petites apparitions       |                                                   |  |
| 1994      | Cries Unheard: The Donna Yaklich Story          | Denny Yaklich - 5 ans                    | Téléfilm                                          |  |
| 1994      | Tom                                             | Donnie Graham                            | 12 épisodes                                       |  |
| 1995      | White Man                                       | Donnie Pinnock                           |                                                   |  |
| 1995      | Prince for a Day                                | Timmy                                    | Téléfilm                                          |  |
| 1995–1997 | Salut les frangins                              | Andy Roman                               | 40 épisodes                                       |  |
| 1996      | Brothers of the Frontier                        | Jamie Frye                               | Téléfilm                                          |  |
| 1996      | Deadly Web                                      | Spence Lawrence                          | Téléfilm                                          |  |
| 1997      | Bean                                            | Kevin Langley                            |                                                   |  |
| 1998      | Carson's Vertical Suburbia                      | Drake                                    | Téléfilm                                          |  |
| 1998      | Adventures from the Book of Virtues             | Ben Rogers (voix)                        | Épisode: Work                                     |  |
| 1998      | The Lionhearts                                  | (voix)                                   | 3 épisodes                                        |  |
| 1998      | Jack Frost                                      | Tuck Gronic                              |                                                   |  |
| 1998      | Young Hearts Unlimited                          | Zack                                     | Téléfilm                                          |  |
| 1998–2001 | La Cour de récré                                | Théodore J 'T.J.' Detweiler (voix)       | 101 épisodes                                      |  |
| 1999      | The Kids from Room 402                          | Vinnie Nasta (voix)                      | Épisode : Son of Einstein                         |  |
| 1999      | Horse Sense                                     | Tommy Biggs                              | Téléfilm                                          |  |
| 2000      | The Other Me                                    | Will Browning / Twoie                    | Téléfilm                                          |  |
| 2000      | Tucker                                          | Kenickie Behar                           | 3 épisodes                                        |  |
| 2000      | Les Rois du Texas                               | Rodeo Kid (voix)                         |                                                   |  |
| 2001      | La Cour de récré : Les Vacances de Noël         | T.J. Detweiler (voix)                    | Vidéo                                             |  |
| 2001      | La Cour de récré : Vive les vacances !          | T.J. Detweiler (voix)                    |                                                   |  |
| 2001      | School's In                                     | Invité                                   | Téléfilm                                          |  |
| 2001      | Jumping Ship                                    | Tommy Biggs                              | TV movie                                          |  |
| 2002      | Le Projet Zeta                                  | Carl Finley (voix)                       |                                                   |  |
| 2002      | Le Protecteur                                   | Ronnie Wagner                            |                                                   |  |
| 2003      | La Cour de Récré : Rentrée en Classe Supérieure | Jeune T.J. (voix)                        | Vidéo                                             |  |
| 2003–2004 | Oliver Beene                                    | Tayler 'Ted' Mark Been                   | 24 épisodes                                       |  |
| 2004      | Sniper 3                                        | MP Mangold                               | Vidéo                                             |  |
| 2004      | Le Triomphe de Jace (Going to the Nat)          | Jace Newfiled                            | Diney channel movie                               |  |
| 2006      | Lilo et Stitch, la série                        | T.J Detweiler (voix)                     |                                                   |  |
| 2006      | Fingerprints                                    | Mitch                                    |                                                   |  |
| 2006–2008 | Runaway                                         | Brady Sullivan                           | 8 épisodes                                        |  |
| 2008      | The Least of These                              | Jason Boyd                               |                                                   |  |
| 2008      | Bones                                           | Tim                                      |                                                   |  |
| 2009      | United States of Tara                           | Jason                                    | 8 épisodes                                        |  |
| 2009      | Cadeau d'adieu (Chasing a Dream)                | Cameron Stiles                           | Téléfilm                                          |  |
| 2009      | The Closer : L.A. enquêtes prioritaires         | Eric Whitner                             |                                                   |  |
| 2009      | Les Experts : Manhattan                         | Jake Calaveras                           |                                                   |  |
| 2010      | Bones                                           | Anthony                                  |                                                   |  |
| 2011      | Castle                                          | Tommy Marcone                            |                                                   |  |
| 2011      | Melissa and Joey                                | Mr. Mckay                                |                                                   |  |
| 2013      | Battlefield 4                                   | Clayton "Pac" Packowski (Visage et Voix) |                                                   |  |
| 2013-2020 | Hawaii 5-0                                      | Éric Russo                               | Saison 3 épisode 12; récurrent depuis la saison 6 |  |
| 2015      | Un grand bébé                                   | Bobby                                    |                                                   |  |